# La passione di nostro signore Gesù Cristo (Salieri)
La passione di nostro signore Gesù Cristo (deutsch: Die Leidensgeschichte unseres Herrn Jesus Christus) ist ein Oratorium von Antonio Salieri auf einen Text von Pietro Metastasio. Ursprünglich wurde der Text für Antonio Caldara verfasst und danach über 70 Mal vertont.

## Libretto und Handlung
Die Handlung des Oratoriums entspricht derjenigen von Metastasios Libretto.

## Geschichte
Salieri schrieb seine Version der berühmten Vorlage im Jahre 1776 für die Wiener Tonkünstlersozietät, wo sie am 18. und 23. Dezember 1777 uraufgeführt wurde. Die schwierige Sopranpartie der Maddalena hatte Salieri für seine Schülerin Catarina Cavalieri, den Tenorpart des Pietro für Vincenzo Righini konzipiert. Auch in diesem Werk knüpft Salieri an die Reformbestrebungen seines Mentors Christoph Willibald Gluck an, ohne jedoch vokale Brillanz und Koloraturen völlig auszuschließen. Auffällig sind zahlreiche Accompagnato-Rezitative und mehrere groß angelegte Szenenkomplexe, mit denen Salieri dem Schematismus des Librettos entgegenzuwirken versucht. Bemerkenswert erscheinen auch die zahlreichen Molltönungen, die dramatische Akzente setzen. Die Ouvertüre schildert – Salieri zufolge – die Gewissenqualen des Petrus.
Der betagte Metastasio soll Salieris Vertonung der Passione hoch geschätzt und in Gegenwart Kaiser Joseph II. erklärt haben, „es sey diese Musik die ausdrucksvollste, von allen, die auf dieses Gedicht gemacht wurden“, wie Salieris erster Biograph Ignaz Franz von Mosel der Nachwelt überliefert hat – ein großes Lob für den damals 26-jährigen Komponisten. Auch Johann Adolf Hasse hat sich lobend über das Werk geäußert, besonders über eine der großen Chorfugen, die jeden Teil beschließen.
Das Werk war bei Zeitgenossen ausgesprochen beliebt, u. a. gab es Aufführungen in Leipzig (1786), Kopenhagen (1790), Leipzig (1791) und Berlin (1793). Carl Philipp Emanuel Bach hat das Stück nachweislich in Hamburg aufgeführt.
In neuerer Zeit ist das Werk dank zweier erhältlicher Druckausgaben immer häufiger gespielt worden, so u. a. 1995 in Verona, 1999 und 2002 in Heidelberg, 2000 in Wien, 2002 in Brno, 2003 in Köln, 2006 in Düsseldorf, Köln und Leverkusen, sowie in Bitonto, Brindisi und im Teatro la Fenice in Venedig sowie in Salieris Heimatstadt Legnago, 2007 im Rahmen des Festival Valle d’Itria in Martina Franca, Brindisi und Cerignola sowie im französischen Caen, 2008 in der Dresdner Frauenkirche.

## Aufnahmen
- 1995: CD mit der Cappella Musicale della Cattedrale di Verona unter der Leitung von Alberto Turco. Solisten: Daniela Citino, Maria Teresa Toso, Nikola Yovanovitch, Mario Scardoni.[1]
- 2004: CD mit dem Neuen Orchester und dem Chorus Musicus Köln unter der Leitung von Christoph Spering. Solisten: Melba Ramos (Sopran), Franziska Gottwald (Alt), Florian Mock (Tenor), Hanno Müller-Brachmann (Bass).[2]
- 2006: CD mit dem Salieri Chamber Orchestra und dem Wiener Jeunesse-Chor unter der Leitung von Giovanni Pelliccia. Solisten: Michela Sburlati (Maddalena), Matteo Lee Yeong Hwa (Pietro), Chiarastella Onorati (Giovanni), Roberto Abbondanza (Bass).[3]